# Чањ
Чањ је туристичко насеље у Црној Гори у општини Бар. У Чању се налази комплекс хотела и викендица. Чањ се простире дуж изоловане обале дуге око 1.200 m, која је због лепоте шљунка којом је прекривена добила име Бисерна обала. Према попису из 2023. има 133 становника.

## Историја
Први становници Чања били су припадници колхидског племена Чани, а о томе сведоче бронзане секире пронађене на овом локалитету. По овом племену је Чањ и добио име.
Чањ је у 18. веку био коришћен као алтернативна лука Бару и Котору када они нису били приступачни, а остаци каменог магацина је једини остатак из овог доба историје. Касније је за време Турака изграђен и други магацин са наменом за трговину. То су и данас једине каменом зидане грађевине у Чању. Которски сенат је 1741. године донео одлуку о затварању капија града Котора, а самим тим и о забрани уласку у град и трговини па је због тога извоз окренут на Спич односно данашњи Чањ. И раније је Чањ био коришћен као лука, па тако Марин Болица спомиње да је Чањ најближа лука Црне Горе. Од тада је легализовања ове луке постало питање од међународног значаја, а његов најбитнији иницијатор била је Русија.
Туризам у Чању почиње да се развија изградњом туристичког насеља „Бисерна Обала” 70-их година 20. века које је постало познато породично летовалиште. Кључни моменат у развоју био је 13. јул 2005. године када је отворен тунел Созина у близини што је насеље учинило значајно доступнијим за туристе.

## Демографија
Према последњем попису становништва из 2023. године Чањ има 133 становника. Од укупног броја становника 75 су мушкарци, а 58 жене. Релативну већину становништва чине Срби (44,36%), а од мањина највише је било Црногораца (40,60%).
| Етнички састав према попису из 2023.‍ | Етнички састав према попису из 2023.‍ | Етнички састав према попису из 2023.‍ | Етнички састав према попису из 2023.‍ | Етнички састав према попису из 2023.‍ |
| ------------------------------------ | ------------------------------------ | ------------------------------------ | ------------------------------------ | ------------------------------------ |
|                                      |                                      |                                      |                                      |                                      |
| Срби                                 | Срби                                 |                                      | 59                                   | 44,36%                               |
| Црногорци                            | Црногорци                            |                                      | 54                                   | 40,60%                               |
| Остали                               | Остали                               |                                      | 20                                   | 15,04%                               |